# Alemayehu Bezabeh
Alemayehu Bezabeh, né le 22 septembre 1986, à Addis-Abeba, est un athlète éthiopien naturalisé espagnol depuis le 25 juillet 2008, spécialiste des courses de fond.

## Biographie
Né en Éthiopie, Alemayehu Bezabeh débarque clandestinement en Espagne en 2004. Sans domicile, il dort durant près d'un mois dans les rues de Madrid et se nourrit dans des centres de sans-abris de la capitale espagnole. Mis en relation avec Fikadu Bekele, un athlète éthiopien s'entrainant en Espagne, il signe pour le club El-Bikila et dispute plusieurs courses de fond à travers le pays. Victime d'une fracture de fatigue au tibia, les services médicaux espagnols découvrent qu'il ne possède pas de papiers d'identité et qu'il ignore sa date de naissance. Une analyse radio permet alors de déterminer qu'il a plus de dix-huit ans et moins de vingt-deux ans, d'où sa date de naissance officielle du 1er janvier 1986. 
Il entame ensuite une collaboration avec Manuel Pascua, entraineur national du demi-fond espagnol. Naturalisé espagnol le 25 juillet 2008, Bezabeh dispute sa première compétition internationale à l'occasion des Jeux olympiques de Pékin. Qualifié pour la finale du 5 000 m, il prend la onzième place avec le temps de 13 min 30 s 48, déclarant après la course : « Je remercie beaucoup l'Espagne et je lui renverrai l'ascenseur en gagnant des médailles ». Vainqueur du Cross d'Atapuerca, il se classe septième des Championnats d'Europe de cross-country 2008, permettant à l'équipe d'Espagne d'occuper la tête du classement par équipes.
Le 13 décembre 2009, Alemayehu Bezabeh remporte la course individuelle des Championnats d'Europe de cross-country de Dublin dans le temps de 30 min 45 s, devançant de dix-sept secondes le Britannique Mohammed Farah. Il devient le premier athlète espagnol vainqueur de l'épreuve individuelle.
Quelques jours avant l'édition 2010, il est surpris sur le point de se faire une autotransfusion. Lié à l'affaire de dopage mise en évidence par l'Opération Galgo, il écope finalement de deux ans de suspension. Il retourne à la compétition en 2013 et remporte les championnats d'Europe de cross-country de Belgrade, 4 ans après son 1er titre.

## Palmarès
| Date | Compétition                            | Lieu      | Place | Épreuve    | Temps          |
| ---- | -------------------------------------- | --------- | ----- | ---------- | -------------- |
| 2008 | Jeux olympiques                        | Pékin     | 11e   | 5 000 m    | 13 min 30 s 48 |
| 2008 | Championnats d'Europe de cross-country | Bruxelles | 1er   | Par équipe | -              |
| 2009 | Championnats d'Europe de cross-country | Dublin    | 1er   | Individuel | 25 min 11 s    |
| 2009 | Championnats d'Europe de cross-country | Dublin    | 1er   | Par équipe | -              |
| 2010 | Championnats d'Europe par équipes      | Bergen    | 2e    | 5 000 m    | 13 min 49 s 24 |
| 2010 | Championnats d'Europe                  | Barcelone | 7e    | 5 000 m    | 13 min 43 s 23 |
| 2013 | Championnats d'Europe de cross-country | Belgrade  | 1er   | Individuel | 29 min 11 s    |
| 2014 | Championnats d'Europe de cross-country | Samokov   | 3e    | Individuel | 32 min 30 s    |
| 2015 | Championnats d'Europe de cross-country | Hyères    | 2e    | Individuel | 29 min 31 s    |

## Records
| Épreuve | Temps          | Lieu   | Date             |
| ------- | -------------- | ------ | ---------------- |
| 1 500 m | 3 min 39 s 85  | Huelva | 9 juin 2010      |
| 3 000 m | 7 min 45 s 98  | Huelva | 7 juin 2005      |
| 5 000 m | 12 min 57 s 25 | Oslo   | 4 juin 2010      |
| 10 km   | 28 min 39 s    | Madrid | 19 novembre 2006 |